# پروستاتیت حاد
پروستاتیت حاد یک عفونت باکتریایی جدی غده پروستات است. این عفونت یک فوریت پزشکی است. باید از سایر اشکال پروستاتیت مانند پروستاتیت باکتریایی مزمن و سندرم درد مزمن لگن (CPPS) متمایز شود.

## علائم و نشانه‌ها
مردان مبتلا به پروستاتیت حاد اغلب دارای لرز، تب، درد در ناحیه تحتانی کمر، پرینه یا ناحیه تناسلی، تکرر ادرار و فوریت ادرار اغلب در شب، سوزش ادرار یا ادرار دردناک، بدن درد، و عفونت قابل اثبات مجاری ادراری با مشاهده و وجود گلبول‌های سفید و باکتری در ادرار است. پروستاتیت حاد ممکن است از عوارض بیوپسی پروستات باشد. اغلب، غده پروستات نسبت به معاینه مقعدی بسیار حساس است.